# メカマミーLite
メカマミーLite（メカマミー・ライト）は、ユニオンプロレス所属の機械化された（=メカ）ミイラ男（=マミー）というギミックのプロレスラー「メカマミー」の軽量化したプロレスラー。

## 概要
メカマミーを軽量化して2006年7月23日、DDTプロレスリング後楽園ホール大会でお披露目。
そのためパワーは半減したが、ムーンサルトドリルやトペなど空中戦も可能となる。

## 主な装備
- ミニメカドリル